# کاشالاک‌باش
کاشالاک‌باش (انگلیسی: Kashalakbash) یک شهرک در شهرستان ایشیمبایسکی استان باشقیرستان کشور روسیه است.